# بید سیاه ۱
بید سیاه ۱ یک اندیس فلزی است که در حوالی شهر سبزواران استان کرمان قرار دارد و مادهٔ معدنی موجود در آن، مس است. سنگ میزبان این اندیس پیروکلاستیک است در این اندیس، پاراژنز‌های پیریت، مالاکیت یافت می‌شوند.
بید سیاه Salix excelsa
درخت تا ۳۰ متر طول دارد. شاخه‌های جوان بدون کرک اند جوانه دار هنگام بلوغ اول بدون کرک بوده و شکل آن تخم مرغی-مثلثی یا تخم مرغی-نیزه ای می‌باشد عرض آن 2.5mm و پشت آن کمی محدب می‌باشد.
دم برگ 2-4mm طول دارد و پهنک برگ در ابتدا سفید-نقره ای است و به طور گسترده بیضوی و طول آن 5-8.5cmوعرض آن 2-3cm می‌باشد. به سمت قاعده نوک برگ باریک و اندکی تیز می‌شود؛ و در حاشیه دندانه دندانه است.
در نزدیکی رگ برگ اصلی در هر دو طرف یا طرف زیر برگ کرک دار یا بدون کرک می‌باشد
شاتون نر 3-4.5cm طول دارد و قبل از مرحله گرده افشانی حدود 4-5 mm عرض دارد. شاتون ماده ۱٫۵تا طول و 0.5cm عرض دارند